# Badlands (группа)
Badlands (с англ. — «Бесплодные земли») — американская глэм-метал-группа, основанная бывшим гитаристом Оззи Осборна Джейком И. Ли, бывшими участниками Black Sabbath Рэем Гилленом (вокал) и Эриком Сингером (ударные), а также бывшим басистом Surgical Steel Грегом Чейссоном. Группа просуществовала с 1988 по 1993 год и выпустила три альбома. Badlands (1989) и Voodoo Highway (1991) были выпущены до ухода Гиллена, которого заменил певец Джон Уэст из Нью-Йорка. Смерть Гиллена от осложнений, связанных со СПИДом, в 1993 году фактически положила конец любым надеждам на воссоединение группы. Альбом Dusk был выпущен в 1998 году с Гилленом на вокале (запись 1992—1993 гг.).

## Характеристики
Стиль
Звучание группы можно охарактеризовать как хэви-метал, хард-рок, блюз-рок, глэм-метал. С их блюзовым брендом хеви-метала их одноименный дебют был долгожданным возвратом к жесткому, суровому звучанию титанов хард-рока 70-х, таких как Led Zeppelin. Но в эпоху, когда царил глянец глэм-метала, их неотшлифованный имидж и звучание в конечном итоге не смогли найти отклик у более широкой аудитории, и, несмотря на большое внимание СМИ и даже респектабельную трансляцию на MTV, альбом не оправдал ожиданий всех, особенно их звукозаписывающей компании Atlantic Records.

## Дискография
Смотри статью «Дискография Badlands» в англ. разделе.
- Badlands (1989)
- Voodoo Highway (1991)
- Dusk (1998)